# Varan Perenti
Varanus giganteus
Espèce
Synonymes
- Hydrosaurus giganteus Gray, 1845

Statut CITES
Le Varan perenti (Varanus giganteus), est une espèce de sauriens de la famille des Varanidae.

## Répartition

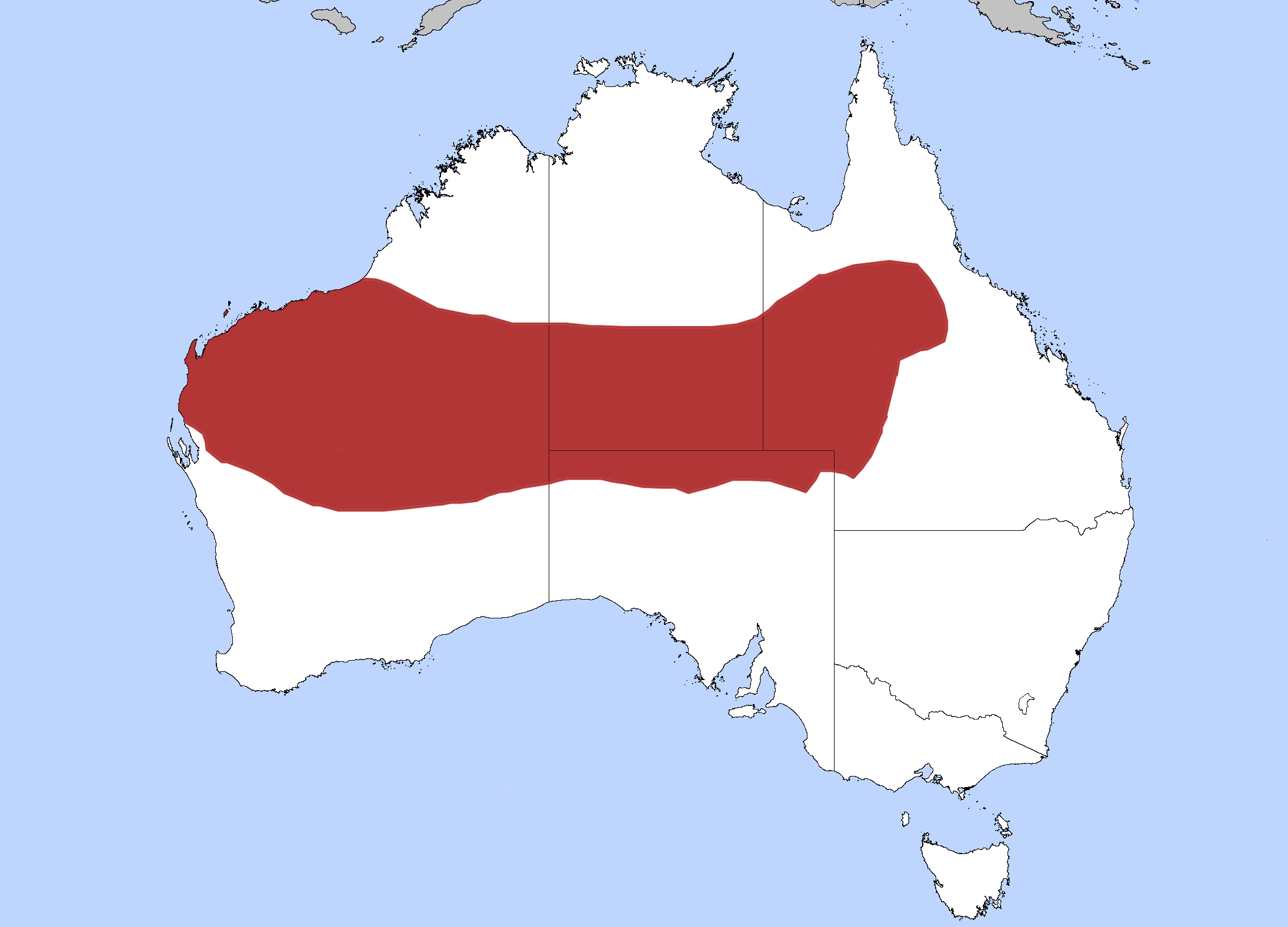
Répartition

Cette espèce est endémique d'Australie. Elle se rencontre dans le Territoire du Nord, au Queensland, en Australie-Méridionale et en Australie-Occidentale.

## Description

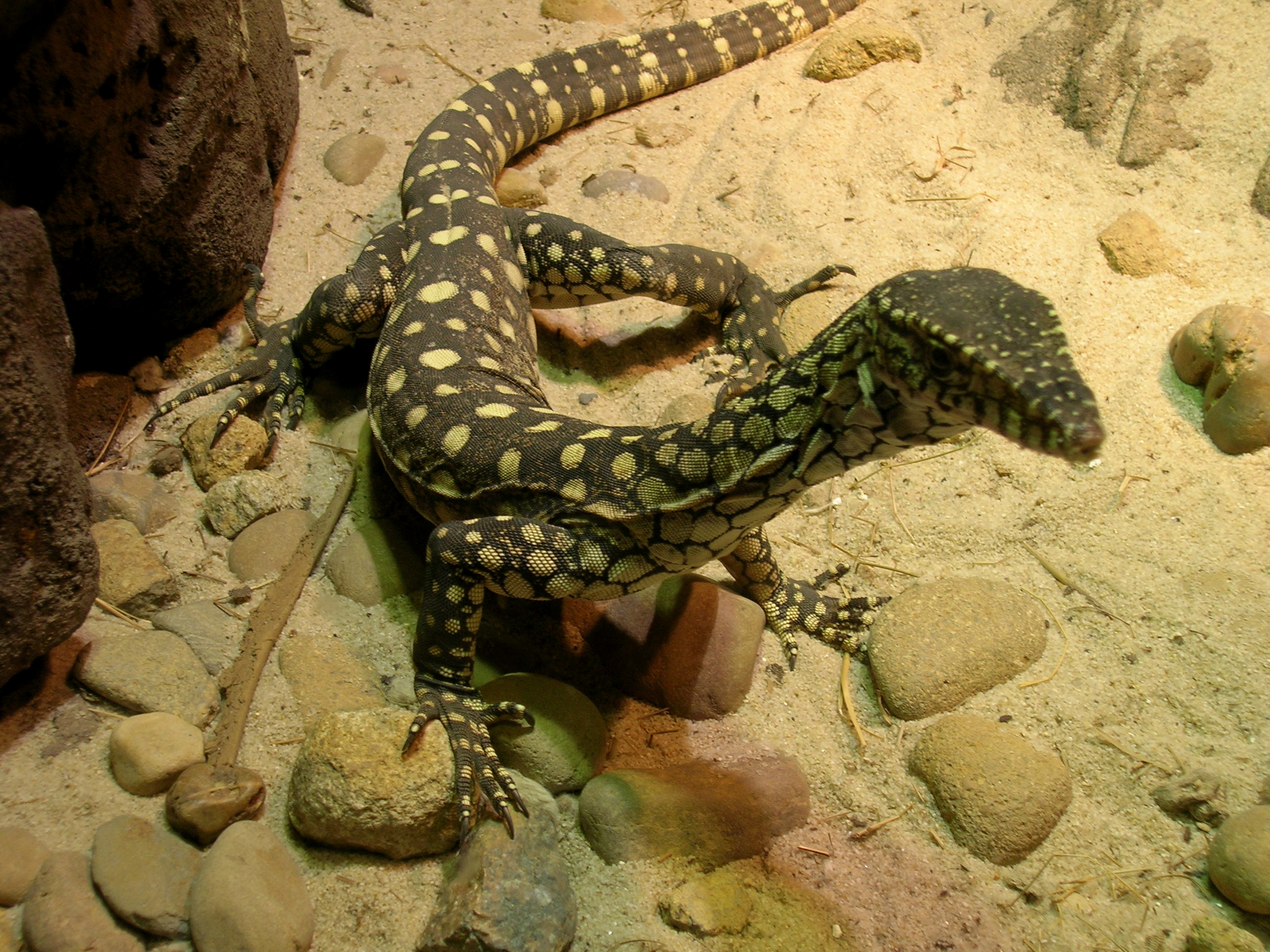

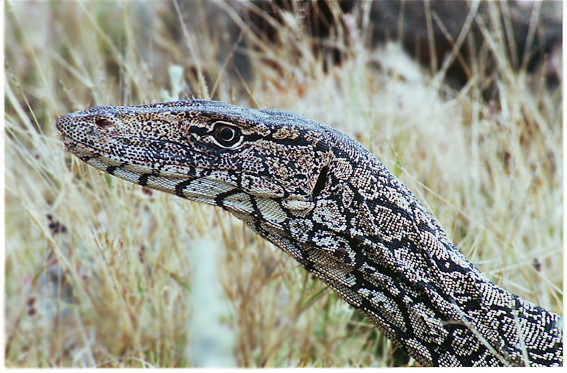

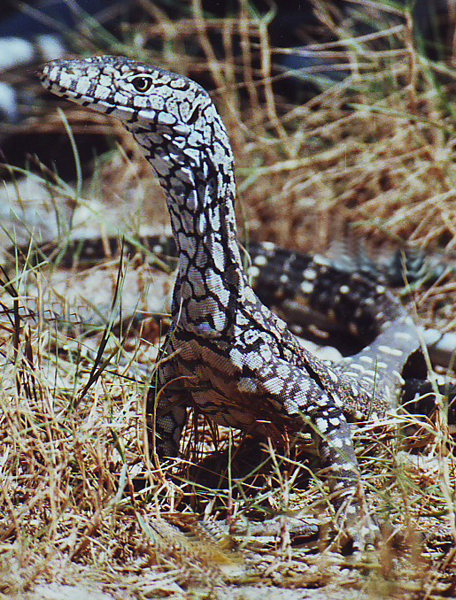

Il peut atteindre 2,5 m de long mais sa longueur moyenne est de 1,75 à 2 m. C'est le quatrième plus grand varan au monde après le Dragon de Komodo, le Varan malais et le Varan-crocodile. Le Varan Perenti est cependant plus lourd et plus corpulent que ce dernier. Il reste néanmoins un varan élancé, moins corpulent que le Dragon de Komodo ou le Varan malais. C'est le plus grand varan d'Australie.
Le Varan Perenti est difficile à voir et à trouver et s'enfuit avant d'être aperçu. Il constituait un mets favori des Aborigènes. Sa graisse était utilisée pour ses propriétés médicales ainsi que dans les cérémonies coutumières.
Comme pour le Varan de Gould et d'autres varans, les jeunes spécimens peuvent se tenir en équilibre sur leurs pattes arrière et leur queue pour augmenter leur champ de vision. Le Varan Perenti peut se déplacer très rapidement en courant soit sur ses quatre pattes,  soit ses deux pattes arrière.
En 2005, des chercheurs de l'université de Melbourne ont découvert que, comme la plupart des autres varans, c'était un animal venimeux. Selon la légende, il serait immunisé contre la morsure des serpents.
Le Varan Perenti cherche sa nourriture, mais il sait attendre qu'elle vienne à lui. Il se nourrit d'insectes, de reptiles - y compris ses congénères -, d'oiseaux, de petits mammifères voire des kangourous ou des dingos solitaires et de charognes.

## Publication originale
- Gray, 1845 : Catalogue of the specimens of lizards in the collection of the British Museum, p. 1-289 (texte intégral).